# Jean Lemieux (écrivain)
Pour les articles homonymes, voir Jean Lemieux.
Jean Lemieux est un médecin, romancier et nouvelliste québécois né à Saint-Jean-sur-Richelieu (Iberville) le 21 janvier 1954.
Il écrit son premier roman, qui sera refusé par les maisons d'édition, à l'âge de 16 ans. Il complète ensuite des études en médecine à Montréal. Il exerce la médecine de 1980 à 1982 aux Îles de la Madeleine.
Il voyage ensuite pendant une année complète. Après un séjour d'une année dans sa région natale de la Montérégie, il retourne aux Îles en 1984 et y renoue avec la médecine et l'écriture. Il s'installe à Québec en 1994. L'œuvre de Jean Lemieux, partagée entre le roman, le polar et la littérature jeunesse, explore les thèmes de la quête d'identité et des liens familiaux. Ses livres ont été traduits en anglais, en espagnol et en allemand.
On finit toujours par payer a été adapté au cinéma par Gabriel Pelletier en 2012 sous le nom La Peur de l'eau. La série de romans policiers mettant en scène le sergent-détective André Surprenant fait l'objet d'une télésérie dont la première saison, Détective Surprenant: La fille aux yeux de pierre, a été produite en 2023 et mise en ligne sur Club illico le 7 décembre 2023.

## Honneurs
- 1994 : La Cousine des États, finaliste aux prix en Harmonie 1994, Desjardins jeunesse 1994 et Prix 12/17 Brive-Montréal 1994.
- 1996 : Le Trésor de Brion, Prix 12/17 Brive-Montréal 1995, Prix du livre M. Christie 1996.
- 2004 : On finit toujours par payer, Prix France-Québec Philippe-Rossillon 2004, Prix Arthur-Ellis 2004, finaliste au Prix Saint-Pacôme 2003.
- 2005 : Le Fil de la vie, Prix littéraire ville de Québec / Salon international du livre de Québec catégorie jeunesse,
- 2010 : Le Mort du chemin des Arsène, Prix littéraire ville de Québec / Salon international du livre de Québec, catégorie adulte, Prix Arthur-Ellis 2011, Prix des abonnés du réseau des bibliothèques de Québec (catégorie fiction)
- 2013 : L'Homme du Jeudi, finaliste au Prix Arthur-Ellis 2013.
- 2016 : Le Mauvais côté des choses, finaliste au Prix Arthur-Ellis 2016.
- 2018 : Les Clefs du silence, finaliste au Prix Arthur-Ellis 2018.
- 2021 : Les Demoiselles de Havre-Aubert, finaliste au Prix Arthur-Ellis 2020.